# Jerzy Merunowicz
Jerzy Merunowicz (ur. 16 lutego 1915 w Krakowie, zm. 14 listopada 2006 tamże) – polski aktor i reżyser teatralny.

## Życiorys
Syn Kazimierza. Studiował w Konserwatorium Krakowskim śpiew i grę na skrzypcach oraz historię sztuki na Uniwersytecie Jagiellońskim. W latach 1935–1938 był aktorem Teatru Miejskiego im. Juliusza Słowackiego w Krakowie.
Wybuch II wojny światowej przerwał rozpoczęte w 1938 studia na Wydziale Reżyserii PIST w Warszawie. Brał udział w obronie Warszawy, był ranny, po kilkumiesięcznym leczeniu w szpitalu wyjechał do Krakowa. Zarabiał grą na skrzypcach w krakowskich kawiarniach. Działał jednocześnie w konspiracyjnym teatrze w Krakowie.
Po wojnie występował w Teatrze Miejskim im. Juliusza Słowackiego w Krakowie (1945–1946), Teatrze Wojska Polskiego w Łodzi (1947–1948), Teatrze Śląskim w Katowicach (1948–1949).
Ukończył w 1948 studia na Wydziale Reżyserskim PWST w Warszawie (z siedzibą w Łodzi). W okresie PRL był reżyserem teatralnym w Krakowie (Teatr Młodego Widza w Krakowie), Łodzi (Teatr Nowy w Łodzi), Katowicach i Warszawie.
Wykładał w PWST w Krakowie, gdzie pełnił funkcję dziekana Wydziału Lalkarskiego (1960–1961) oraz prorektora (1964–1967).
Był mężem aktorki Ireny Massalskiej (1921–1992).
Zmarł w Krakowie, pochowany na cmentarzu parafialnym w Lanckoronie.

## Spektakle teatralne i operowe (reżyser)
- 1946: Nieboszczyk Pan Pic
- 1946: Szczeniaki
- 1946: Wyrok
- 1947: Rozkoszna dziewczyna
- 1948: Mistrz Piotr Pathelin
- 1948: Szczygli zaułek
- 1949: Inżynier Saba
- 1949: Komedia
- 1949: Brygada szlifierza Karhana
- 1950: Cyganeria
- 1952: Niespokojne szczęście
- 1952: Słomkowy kapelusz
- 1953: Donja Juanita
- 1953: Mikado
- 1954: Kalinowy gaj
- 1954: Latarnia
- 1954: Straszny dwór
- 1955: Balladyna
- 1955: Cnotliwa Zuzanna
- 1955: Wesele Figara
- 1956: Eugeniusz Oniegin
- 1957: Droga do Czarnolasu
- 1957: Pamiętnik Anny Frank
- 1958: Cudzoziemszczyzna
- 1958: Orfeusz w piekle
- 1958: Walka kobiet
- 1959: Maria Stuart
- 1960: Miłość czuwa
- 1960: Zemsta
- 1961: Zielony gil
- 1962: Burza
- 1963: Oświadczyny
- 1964: Pierwszy dzień wolności
- 1964: Tosca
- 1965: Straszny dwór
- 1967: Turandot
- 1969: Hrabina
- 1971: Fantazy
- 1972: Mistrz Piotr Pathelin

Źródło:.

## Filmografia
- 1948: Skarb – rola aktorska
- 1949: Za wami pójdą inni... – rola aktorska
- 1950: Warszawska premiera – konsultacja operowa

Źródło:.

## Ordery i odznaczenia
- Krzyż Oficerski Orderu Odrodzenia Polski (1977)
- Krzyż Kawalerski Orderu Odrodzenia Polski (31 stycznia 1953)[1]

## Nagrody
- Państwowa Nagroda Artystyczna II stopnia (zespołowa) w dziale teatru za reżyserię „Halki” Stanisława Moniuszki w Państwowej Operze w Poznaniu (1950)[5]